# Bozue
Bozue fue una comunidad de pueblos para el aprovechamiento de montes y una unión de la provincia de Guipúzcoa.

## Descripción
La comunidad, establecida en la provincia española de Guipúzcoa desde antiguo, estaba destinada a la organización del aprovechamiento de los montes de Enirio y Aralar. Se encontraba dividida en dos partidos: a Bozue Mayor pertenecían los lugares de Amézqueta, Abalcisqueta, Orendáin, Icazteguieta y Baliarráin, mientras que de Bozue Menor o de Villafranca formaban parte Alzaga, Arama, Atáun, Beasáin, Gaínza, Isasondo, Lazcano, Legorreta, Villafranca y Zaldivia. Fue Bozue también una unión, conformada en abril de 1617 por las villas de Amézqueta, Abalcisqueta, Baliarráin y Alzo, si bien la última se separó ya en 1660.
La comunidad aparece descrita en el Diccionario histórico-geográfico-descriptivo de los pueblos, valles, partidos, alcaldías y uniones de Guipúzcoa (1862) de Pablo de Gorosábel con las siguientes palabras:

BOZUE: comunidad de diferentes pueblos para el goce de los montes de Enirio y Aralar, que procede de tiempos muy remotos. Hácese en efecto mencion del valle de Ozcue en el instrumento de demarcacion del obispado de Pamplona, otorgado por el rey D. Sancho el Mayor de Navarra en el año de 1027; valle que sin duda corresponde al de Bozue, sobre el que es este artículo. Confirma esta opinion la circunstancia de que la expresada escritura le cita entre los distritos de Areria y Hernani; por consiguiente como perteneciente á Guipuzcoa, en cuyo intermedio no se encuentra ningun territorio cuya denominacion se asemeje mas que la de Bozue. Esta comunidad se halla dividida en dos partidos: uno que se llama Bozue mayor, el otro menor ó de Villafranca. Ambos tienen iguales derechos en el aprovechamiento de los expresados montes; y así es que sus productos se reparten á medias entre los dos. El partido de Bozue mayor se compone de las villas de Amezqueta, Abalcisqueta, Orendain, Icazteguieta y Baliarrain; las cuales distribuyen entre sí los productos de los citados montes en la proporcion siguiente. Amezqueta la tercera parte: Abalcisqueta otra tanga: Orendain la sexta: Icazteguieta y Baliarrain á cada duodécima. El de Bozue menor ó Villafranca constituyen los pueblos de Alzaga, Arama, Ataun, Beasain, Gainza, Isasondo, Lazcano, Legorreta, Villafranca y Zaldivia; quienes hacen la distribucion en la forma siguiente. Lazcano tiene la sétima parte de la masa comun; Alzaga y Arama una parte: los restantes pueblo á iguales porciones. La escritura de concordia sobre el uso y aprovechamiento de dichos montes se otorgó en Villafranca á 18 de junio de 1663 ante Juan de Mendizabal, escribano numeral de la villa de Tolosa. Bozue, ademas de la consideracion de comunidad de montes, tiene la de una union para la asistencia á las juntas generales y particulares de la provincia, bajo la denominacion de mayor. Se formó por primera vez en virtud de escritura otorgada á 1.º de abril de 1617 entre las villas de Amezqueta, Abalcisqueta, Baliarrain y Alzo. Esta última se separó de la union en el año de 1660; y la de Bozue reducida á las tres primeras villas, ha ido prorogando la hermandad por medio de nuevas escrituras. Como queda indicado, su objeto es el de estar representadas en las juntas provinciales por un apoderado comun, en obviacion de las dietas de los procuradores particulares que tuviese cada una que enviar. La union de Bozue mayor se halla encabezada en 41 fuegos; de los cuales corresponden á Amezqueta 20, á Abalcisqueta 15, á Baliarrain 6. Sus apoderados en dichos congresos ocupan el vigésimo lugar á mano izquierda del corregidor.
(Gorosábel, 1862, pp. 113-114)